# Louis-Sulpice Varé
Louis-Sulpice Varé est un paysagiste français né le 15 mai 1803 à Saint-Martin-du-Tertre (Seine-et-Oise, actuel département du Val-d'Oise) et mort le 16 mai 1883 dans la même ville, où il est enterré.

## Biographie
Louis-Sulpice Varé est né en 1803 à Saint-Martin-du-Tertre (Seine-et-Oise, actuel département du Val-d'Oise), berceau de sa famille maternelle. Son père est originaire de Précy-sur-Oise (Oise). Son grand-père, Vital Best dit Marcellin, s’installe et se marie à Saint-Martin, où il est manouvrier, marchand de bois puis entrepreneur de terrasses, c’est-à-dire jardinier-paysagiste. Il travaille pour Louis Bonaparte au château de Saint-Leu et pour Joseph Bonaparte au château de Mortefontaine, où Louis-Sulpice Varé l'assiste. 
En 1830, il termine son apprentissage et dirige l'entreprise familiale. 
En 1853, il est appelé par Napoléon III pour créer le bois de Boulogne, dans la volonté de l'Empereur de doter la capitale française de grands parcs publics. Il crée le lac supérieur et reçoit la Légion d'honneur des mains de l'Empereur lors d’une inauguration solennelle. Mais Haussmann n'apprécie pas Varé qu'il juge sans culture et sans ampleur de vue, capable tout au plus de dessiner un petit jardin anglais[réf. nécessaire]. Il dénonce ses erreurs de nivellement dans le tracé de la rivière et obtient son renvoi pour le remplacer par l'ingénieur Adolphe Alphand. Varé n'en est pas moins employé par d'importants personnages du Second Empire comme les Fould, les Clary et les Seillière. 
Pendant la Commune de Paris, en 1871, il se réfugie au château de Regnière-Écluse (Somme) chez son commanditaire et ami le comte Herman d'Hinnisdal.
Il est maire de Saint-Martin-du-Tertre de 1844 à 1870 et de 1878 à 1881. Il repose dans la chapelle familiale au cimetière de Saint-Martin-du-Tertre.

## Principales réalisations (par ordre chronologique)
- Parc du château de Bandeville à Saint-Cyr-sous-Dourdan (Essonne), pour le comte James-Alexandre de Pourtalès, 1833 ;
- Parc du domaine de Sillery à Épinay-sur-Orge (Essonne), 1837 ;
- Parc du château de Thoiry (Yvelines), vers 1840 ;
- Parc du château de la Grange-le-Roi à Grisy-Suisnes (Seine-et-Marne), 1842 ;
- Parc du château des Lettiers à La Trinité-des-Laitiers (Orne), 1843 ;
- Parc du château de Rebetz à Chaumont-en-Vexin (Oise), 1843 ;
- Parc du château de Regnière-Écluse (Somme), pour le comte Herman d'Hinnisdal, vers 1840, repris en 1856 ;
- Parc du château de Mont-l'Évêque, Oise, pour les Pontalba
- Rénovation du parc du château de Méry-sur-Oise (Val-d'Oise), pour la vicomtesse de Lamoignon, à partir de 1845 (attribution) ;
- Jardin d'agrément 1 de la Propriété de Mr Théodore Renard, Maire à Chaumont-en-Vexin (Oise), 1847 ;
- Parc et potager de la Ferme des Étournelles à Breuil-le-Sec (Oise), années 1850[4] ;
- Les jardins du château de Bagatelle à Paris pour le Marquis d'Hertford[5] ;
- Parc et jardin du château de la Roseraie, à Châtenay-Malabry (Hauts-de-Seine) pour Monsieur Alexandre Roland-Gosselin, agent de change à Paris.
- Parc et le jardin de l'ancien château de Pont-Saint-Mard (Aisne), années 1850
- Jardin d'agrément 2 de la Propriété de Mr Théodore Renard, Maire à Chaumont-en-Vexin (Oise), 1851 ;
- Parc de l'Obélisque à Villeneuve-le-Comte (Seine-et-Marne), pour les Pereire, 1855
- Parc du château du Val à Saint-Germain-en-Laye (Yvelines), pour Mme Achille Fould, vers 1855
- Parc du château de Lamorlaye (Oise, pour Claude Coin, vers 1855[6]
- Parc du château de Grand-Rullecourt, 1856, (Pas-de-Calais) pour Monsieur Calluaud et dont un plan subsiste encore sur place.
- Jardins de Viels-Maisons (Aisne), 1860
- Parc du château de Montfort-le-Gesnois (Sarthe), 1860
- Parc du château de Villennes à Villennes-sur-Seine (Yvelines), 1869
- Parc du château de Barneville-la-Bertran (Calvados), 1873
- Parc du château de Torcy (Pas-de-Calais), milieu du XIXe siècle
- Parc du château de Châtenay-en-France (Val-d'Oise)
- Parc du château de Courcelles à Presles (Val-d'Oise)
- Parc du château de Stors à L'Isle-Adam (Val-d'Oise) (attribution)
- Parc du château de Franconville à Saint-Martin-du-Tertre (Val-d'Oise) (attribution)
- Parc du château de Pinceloup à Sonchamp (Yvelines) (attribution)
- Parc du château de Pouilly (Oise) (attribution)